# Тосима (остров)
Тосима (яп. 利島) — вулканический остров в архипелаге Идзу. Относится к префектуре Токио. Расположен в 130 км к югу от Токио. Входит в состав национального парка Фудзи-Хаконэ-Идзу. Село Тосима выступает в качестве местного самоуправления острова. На острове проживает 304 человека (2007).

## География
Площадь Тосимы 4,12 км², он является одним из самых мелких островов архипелага Идзу. Наивысшая точка — гора Мияцука высотой 508 метров. 80 % территории покрыта лесами камелии (Camellia). В период цветения этого растения, с ноября по март, остров приобретает красную окраску.
Тосима находится между островами Идзуосима и Ниидзима.

## Экономика
Основной отраслью хозяйства на острове является рыболовство. Существует несколько небольших фермерских хозяйств и туристических центров.
Паромы, курсирующие между ними, на короткое время останавливаются на острове. В хорошую погоду до Тосимы можно добраться на вертолёте.